# Conte Forum
 (mai 2025).
Si vous disposez d'ouvrages ou d'articles de référence ou si vous connaissez des sites web de qualité traitant du thème abordé ici, merci de compléter l'article en donnant les références utiles à sa vérifiabilité et en les liant à la section « Notes et références ».
Le Silvio O. Conte Forum, ou plus communément appelé Conte Forum est une salle multi-usage situé sur le campus du Boston College. La salle porte le nom d'un ancien membre du congrès américain Silvio O. Conte ayant étudié au Boston college.

## Situation
La salle se trouve près du Alumni Stadium et ouvre ses portes en 1988. Il accueille les équipes de basket-ball masculine et féminine de l'université. La salle fut construit sur une ancienne patinoire.

## Événements
Le Conte Forum accueille les grands évènements de l'université  comme les concerts, débats ou conférences. Chaque année se déroule le "Pops-on-the-Heights", concert de gala réunissant en moyenne 1,5 million $USD pour financier les bourses d'études.

## Patinoire
La patinoire John Kelly fut appelé ainsi en l'honneur de l'ancien entraineur de l'équipe de hockey sur glace de l'université ayant entrainé de 1933 à 1942 et de 1946 à 1972.